# Iglesia del Sagrado Corazón de Jesús (Huelva)
La Iglesia Parroquial del Sagrado Corazón de Jesús es un templo católico situado en el Barrio de El Polvorín en la ciudad de Huelva. Fue creada en 1923 y es la sede de algunas de las cofradías más populares de la Semana Santa de Huelva: la Sagrada Cena, la Victoria y las Tres Caídas. También es sede de la hermandad filial de la Virgen de Montemayor.

## Historia
Fue creada el 30 de junio de 1923 por orden del arzobispo de Sevilla, el cardenal Eustaquio Ilundain. Fue la tercera parroquia en ser erigida en Huelva, circunstancia motivada por la lejanía del barrio del Polvorín con respecto a las dos parroquias históricas, San Pedro y la Concepción. La primera piedra del templo parroquial fue bendecida el 6 de julio de 1928. Las obras se alargarían durante año y medio, siendo inaugurada por el propio Ilundain el 22 de diciembre de 1929. Los terrenos para la construcción del templo fueron cedidos por Enrique Díaz y Franco de Llanos y Concepción Rodríguez Garzón. El diseño correspondió al arquitecto Vicente Traver, mientras que la construcción fue acometida por la Sociedad Anónima de Construcciones de Sevilla. Mientras duraron las obras de construcción, los cultos se celebraron en la capilla de las Madres Teresianas.
Como la mayoría de los templos de Huelva, sufrió importantes daños en los disturbios de julio de 1936 quedando arrasado y destruido todo su interior.

## Interior
El templo cuenta con una única nave de gran anchura, encabezada por la capilla Mayor. La preside un Cristo crucificado de tamaño superior al natural tallado por José Lemus en 1967. Sobre él figura un gran relieve con el Sagrado Corazón adorado por dos ángeles, qué fue policromado en 1998 por Francisco Llonis. Junto a la puerta de acceso al coro se encuentra el pequeño retablo con el simpecado y la imagen de la Hermandad de Montemayor, esta última realizada por Antonio León Ortega.
El templo cuenta con tres capillas laterales. La del lado del Evangelio es la capilla Sacramental y está presidida por el santísimo sacramento. Se encuentra el Sagrado Corazón de Jesús. En la capilla Sacramental se encuentra un retablo que es una pieza barroca del siglo XVIII procedente de un antiguo convento de Osuna. Reciben culto en esta capilla los Titulares de la Hermandad de la Sagrada Cena. El Santísimo Cristo del Amor es una imagen de Antonio León Ortega de 1949, remodelada por Antonio Bernal. También de León Ortega es María Santísima del Rosario en sus misterios dolorosos, remodelada por Álvarez Duarte. La Virgen del Rosario debe su nombre por deseo expreso de Presbítero Pablo Rodríguez, para recuperar las advocaciones de antes de la Guerra Civil Española, el Sagrado Corazón de Jesús y María Santísima del Rosario, que fueron deseo del cardenal Eustaquio Ilundain. La Virgen del Rosario gloriosa es una imagen de escuela valenciana del siglo XIX que forma grupo con Santo Domingo de Guzmán, imagen anónima, y Santa Catalina de Siena, de Mario Moya procesionando gloriosamente en el mes de octubre. El apostolado del misterio de la Cena es de Enrique Galarza.
En la cabecera del muro de la Epístola se abre la capilla de la Hermandad de la Victoria, cuyo arco de entrada fue decorado pictóricamente por Sergio Sánchez. Su retablo-hornacina está presidido por la imagen de la Virgen de la Victoria, tallada por Luis Álvarez Duarte y coronada canónicamente en 2012. Las hornacinas laterales las ocupan las imágenes del Señor de la Humildad, de Antonio León Ortega, y San Juan Evangelista, también de Álvarez Duarte. Esta imagen de la Virgen María es una de las más devocionales de la Semana Santa de Huelva, y hace su estación de penitencia la tarde del Miércoles Santo.
A los pies del templo está la antigua capilla Bautismal. La preside el Cristo crucificado del Perdón, realizado por Antonio León Ortega en 1948. También de León Ortega son las imágenes de la Hermandad de las Tres Caídas, el Señor de las Penas y la Virgen del Amor.

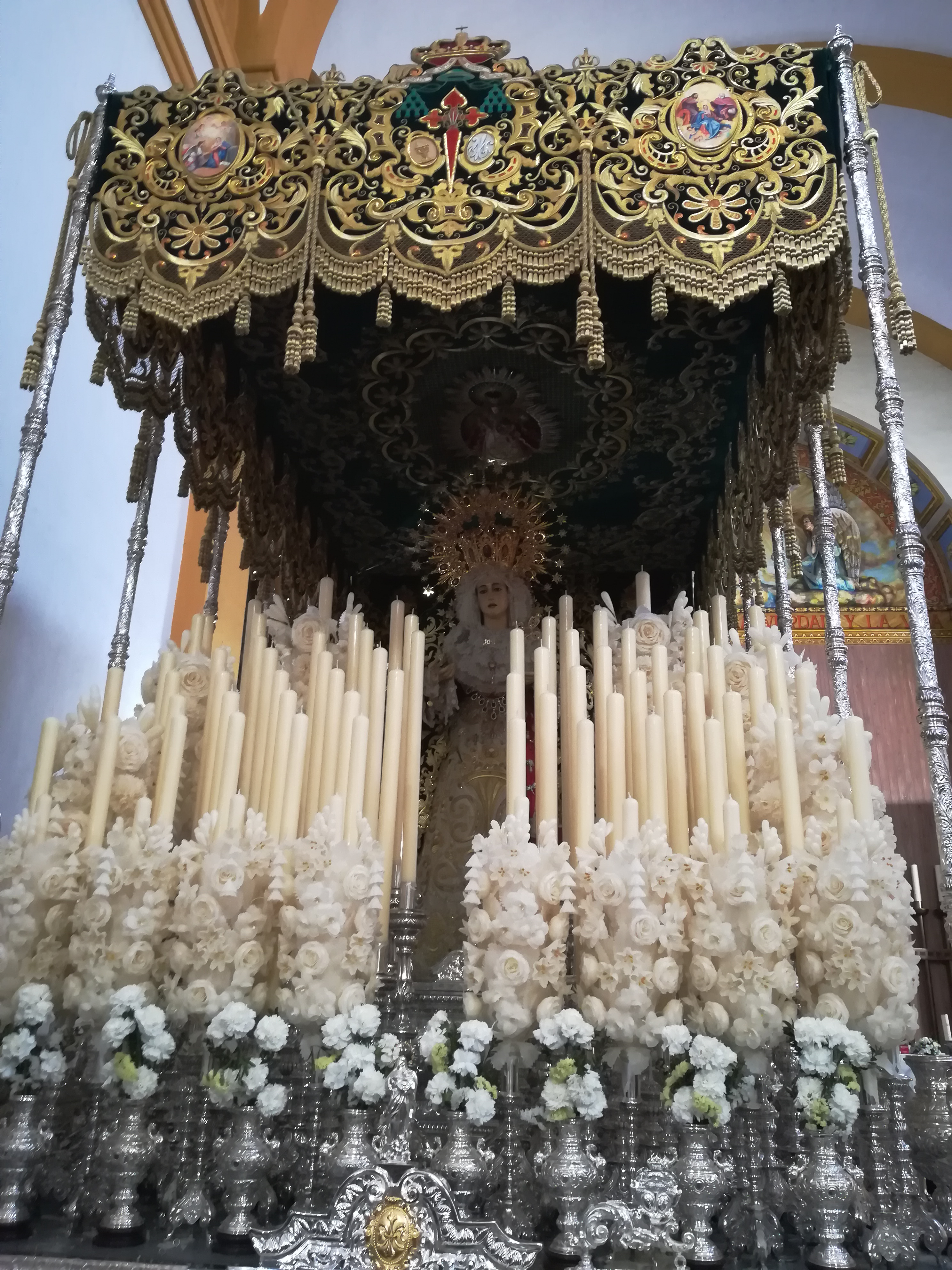
Virgen del Amor, de Antonio León Ortega, en su paso procesional

## Exterior
La fachada principal es de ladrillo visto. Se abre una única puerta adintelada, en cuyo tímpano figura un panel cerámico de medio punto con el tema de la Epifanía. La puerta queda enmarcada por pilastras dóricas toscanas y traspilastras coronadas con frontón curvo en el que campea el escudo del cardenal Ilundáin. Más arriba se abre un óculo con una vidriera en la que figura el escudo de la parroquia, el Corazón de Jesús, escoltada por sendas cartelas con los anagramas de Jesús y María. El ático es un frontón triangular en el que se inserta un panel cerámico con el Sagrado Corazón.
La torre se sitúa a la izquierda de la fachada. Es de planta cuadrada, con una sencilla caña sobre la que se apea el campanario, integrado por tres cuerpos superpuestos de base decreciente rematados por una media naranja de cerámica azul.
La decoración de la fachada se completa con tres retablos cerámicos. Escoltando a la puerta están los realizados por Mensaque Rodríguez para la Hermandad de la Victoria. Representan al Señor de la Humildad y la antigua imagen de la Virgen de la Victoria y fueron bendecidos el 24 de diciembre de 1950. El del testero de la capilla Bautismal, de grandes dimensiones, fue realizado por Joaquín Soriano en 1998 para conmemorar el cincuentenario fundacional de la Hermandad de la Sagrada Cena.